# Griffelbein

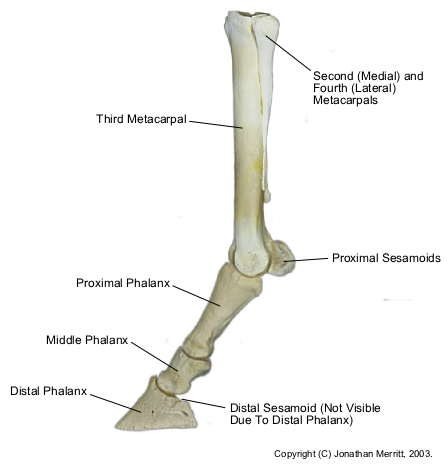
Vorderfußskelett eines Pferdes mit Röhrbein (Third Metacarpal) und ihm hinten anliegendem Griffelbein

Griffelbeine (lat. Ossa metacarpalia/metatarsalia secundum et quartum, engl. splint bones) sind die rudimentären Mittelhand- bzw. Mittelfußknochen des 2. und 4. Fingerstrahls beim Pferd. Sie liegen dem Röhrbein (Mittelhand- bzw. Mittelfußknochen des 3. Fingerstrahls) seitlich an.
Man unterscheidet ein Griffelbeinköpfchen, das am oberen Ende (proximal) liegt, einen schmalen Körper (Corpus) und am unteren Ende ein Griffelbeinknöpfchen. Das Griffelbeinköpfchen liegt dem Vorderfußwurzel- bzw. Sprunggelenk an und wirkt bei der Stoßbrecherfunktion der einzelnen Knöchelchen in diesem Gelenk mit. Der Körper und das Griffelbeinknöpfchen sind straff mit dem Röhrbein verbunden.
Am Griffelbeinköpfchen und am oberen Teil des Körpers setzt der Musculus interosseus (Fesselträger) an, der eine wichtige Funktion beim Fesseltragapparat hat. Bei Überbelastung kann es zu Griffelbeinbrüchen kommen (Landephase bei Springpferden). Das untere gebrochene Griffelbeinstück muss dann operativ entfernt werden.